# San Roque de Riomiera
San Roque de Riomiera település Spanyolországban, Kantábria autonóm közösségben. San Roque de Riomiera Selaya, Villacarriedo, Saro, Santa María de Cayón, Miera, Ruesga, Soba, Espinosa de los Monteros és Vega de Pas községekkel határos. Lakosainak száma 342 fő (2024).

## Népesség
A település népessége az elmúlt években az alábbi módon változott:
| Lakosok száma | 499  | 461  | 456  | 446  | 412  | 393  | 380  | 356  | 337  | 342  |
|               | 2001 | 2004 | 2007 | 2009 | 2012 | 2014 | 2017 | 2019 | 2022 | 2024 |